# 周南 (1927年)
周南（1927年11月4日—），原名高慶璉，後改名高慶琮，男，祖籍山东曲阜，生于吉林长春，中华人民共和国政治人物，曾任中华人民共和国外交部副部长、新华社香港分社社长。

## 生平
1927年生于吉林长春，祖籍山东曲阜。考入北京大学哲学系，后转入燕京大学，1946年加入中国共产党。1951年，周南受派前往巴基斯坦。1984年9月，任外交部副部长。1988年至1989年，任外交学院院长。1990年1月15日至1997年7月24日出任新华社香港分社社长。
中共第十四届中央委员，第七届、八届全国人大常委会委员。

## 言論
周南曾就香港議題發表己見，稱要穩定，就要一個能保證穩定的政治體制，「所以鄧小平不贊成香港有些人提出來的，英國也有人提出來的，三權分立的這個體制，也不贊成搞什麼普選」。他對於香港出現港獨思潮不感意外，因為香港受到殖民統治逾150年，「青年一代又一代接受殖民主義的教育，骨子裡已經被殖民主義洗腦了，而且不是洗一代，是洗了五代、四代」，所以出現這種動亂份子也不奇怪。他於《紫荊》雜誌以「香港回歸20周年的一點感想」為題撰文，引述鄧小平稱：「搞動亂是很容易的，如果出現動亂，把香港變成顛覆大陸社會主義的基地，中央就要干預，不干預就會越搞越大。」
周南認為應加強對香港青少年國家歷史、國情的教育，只要條件許可，《基本法》二十三條立法越快越好。他另指責反對國民教育是強迫青少年接受殖民主義洗腦，剝削他們認識祖國的權利，不應該被容許。